# Reichenbach (Wettringen)
Reichenbach ist ein Gemeindeteil der Gemeinde Wettringen im Landkreis Ansbach (Mittelfranken, Bayern). Reichenbach liegt in der Gemarkung Wettringen.

## Geographie
0,5 km nordöstlich des Weilers liegt das Ramholz auf einer Erhebung der Schillingsfürst-Wettringer Hardt, die Teil der Frankenhöhe ist. Eine Gemeindeverbindungsstraße führt zur Staatsstraße 2247 bei Wettringen (1,6 km südlich) bzw. an der Seemühle vorbei zur Thomasmühle (0,8 km nördlich).

## Geschichte
1406 kaufte die Reichsstadt Rothenburg Reichenbach samt dem benachbarten Gailnau von dem Haus Hohenlohe ab.
Mit dem Gemeindeedikt (frühes 19. Jahrhundert) wurde Reichenbach dem Steuerdistrikt und der Ruralgemeinde Wettringen zugewiesen.

## Einwohnerentwicklung
| Jahr      | 001818 | 001840 | 001861 | 001871 | 001885 | 001900 | 001925 | 001950 | 001961 | 001970 | 001987 | 002013 |
| Einwohner | 16     | 25     | 26     | 28     | 25     | 15     | 23     | 18     | 19     | 15     | 9      | 14     |
| Häuser    | 3      | 3      |        |        | 3      | 3      | 3      | 3      | 3      |        | 3      |        |
| Quelle    | [ 7 ]  | [ 8 ]  | [ 9 ]  | [ 10 ] | [ 11 ] | [ 12 ] | [ 13 ] | [ 14 ] | [ 15 ] | [ 16 ] | [ 17 ] |        |

## Religion
Der Ort ist seit der Reformation evangelisch-lutherisch geprägt und bis heute nach St. Peter und Paul (Wettringen) gepfarrt. Die Einwohner römisch-katholischer Konfession sind nach St. Laurentius (Bellershausen) gepfarrt.